# Kabir Bedi
Kabir Bedi (Bombay, 16 januari 1946) is een Indiaas internationaal filmacteur, vooral bekend door zijn rol van Sandokan in de televisieserie Sandokan, die van Chandragupta in The Maharaja's Daughter, prins Omar Rashid in de soapserie The Bold and the Beautiful en Gobinda in de James Bondfilm Octopussy. Ook kwam hij in een aantal seizoenen van Dynasty voor als de sluwe Farouk Ahmed.

## Biografie
Bedi kwam ter wereld in een gezin van sikhs in Bombay, India. Zijn moeder was bekeerd tot het boeddhisme, maar over het algemeen waren zijn ouders gemakkelijk wat persoonlijk geloof aanging en ook wat ethiek betrof, hoewel hij, als puber, zijn ouders wel op de proef stelde.
Hij is vier keer getrouwd en heeft drie kinderen. Zijn eerste huwelijk was met Protima Bedi, een Odissi-danseres, hun dochter Pooja Bedi acteerde in Hindi-films en is nu een tijdschrift- en krantencolumnist. Hun zoon Siddarth, die het goed deed op de Universiteit in Amerika, had een lange geschiedenis met schizofrenie en pleegde in 1997, op de leeftijd van 26 jaar, zelfmoord.
Toen zijn huwelijk met Protima scheuren begon te vertonen, begon hij een relatie met Parveen Babi. Ze zijn nooit getrouwd. Later trouwde hij met de Britse modeontwerpster Susan Humphreys (geboren in 1950), maar dat huwelijk eindigde ook in een scheiding.
Van begin jaren 90 tot 2005 was hij getrouwd met televisie- en radiopresentatrice Nikki Bedi. Beiden reisden veel en zagen elkaar daardoor weinig, reden voor hem om uiteindelijk in goede verstandhouding te scheiden – in tegenstelling tot zijn eerdere twee huwelijken. Ze hadden geen kinderen.
Op zijn 70e verjaardag trad Bedi voor de vierde keer in het huwelijk, ditmaal met de 28 jaar jongere Parveen Dusanj, met wie hij al lange tijd een relatie onderhield.
Zijn zoon, Adam Bedi, is een nationaal model en maakte zijn debuut in Bollywood in 2004 met Charas. Zijn kleindochter Alaya Furniturewala debuteerde in 2020 met Jawaani Jaaneman.

## Acteergeschiedenis
In 50 jaar tijd heeft Bedi in meer dan 100 Bollywoodfilms geacteerd, met rollen in Kuchche Dhaage, Manzilein Aur Bhi Hain en Khoon Bhari Maang. Hij speelde ook een maffioso, Don in Feroz Khans Yalgar.
Bedi brak internationaal door met zijn rol als Sandokan, een Maleisische, Robin-Hoodachtige piraat bedacht door de Italiaanse schrijver Emilio Salgari. De door Sergio Solima geregisseerde miniserie werd in 1976 op locatie in Zuidoost-Azië gefilmd. Later kwam hij terug als Sandokan en werden er in 1990 twee films gemaakt.
In de film The Beast of War (1988) met onder anderen Stephen Baldwin en Steven Bauer speelt Kabir Bedi een ondersteunende bijrol.
In de James Bondfilm Octopussy speelde Gobinda de vijand die van het begin tot het einde met Roger Moore streed. In Europa had hij zijn grootste succes met de titelrol in Sandokan, een recordbrekende Italiaans-Duits-Franse televisieserie, de sage van een romantische Aziatische piraat en vrijheidsstrijder tijdens de Britse koloniale tijden. Velen zagen Bedi ook als Prince Omar in de tv-soapserie The Bold and the Beautiful.
Bedi heeft ook gespeeld in het Bollywoodverhaal Taj Mahal: An Eternal Love Story als de onoverwinnelijke keizer Shah Jahan, oprichter van 's werelds grootste monument voor de liefde.

## Filmografie
| Jaar | Film                                            | Rol                              | Taal            |
| ---- | ----------------------------------------------- | -------------------------------- | --------------- |
| 1971 | Seema                                           |                                  |                 |
| 1971 | Hulchal                                         | Mahesh Jetley                    |                 |
| 1972 | Rakhi Aur Hathkadi                              | Suraj                            |                 |
| 1972 | Sazaa                                           | Brij Mohan                       |                 |
| 1972 | Anokha Daan                                     |                                  |                 |
| 1973 | Kuchhe Dhaage                                   | Roopa/ Pandit Tulsiram           |                 |
| 1973 | Yauwan                                          | Jhumru                           |                 |
| 1974 | Manzilein Aur Bhi Hain                          |                                  |                 |
| 1974 | Maa Bahen Aur Biwi                              |                                  |                 |
| 1974 | Ishq Ishq Ishq                                  | Diwana/ Ravikant Vyas            |                 |
| 1975 | Anari                                           |                                  |                 |
| 1975 | Daaku                                           | Daaku Raju                       |                 |
| 1976 | Nagin                                           | Uday                             |                 |
| 1976 | Harfan Maula                                    | Faulad Singh                     |                 |
| 1976 | Bullet                                          | Durga Prasad/D.P.                |                 |
| 1976 | The Black Corsair                               | Corsaro Nero                     | Italiaans       |
| 1977 | Thief of Baghdad                                | Usman/ Yuvraaj                   |                 |
| 1977 | La tigre è ancora viva: Sandokan alla riscossa! | Sandokan                         | Italiaans       |
| 1977 | Vishwasghaat                                    | Uday                             |                 |
| 1977 | Daku Aur Mahatma                                | Sangram Singh                    |                 |
| 1978 | The Thief of Baghdad                            | Prince Taj                       | Engels          |
| 1979 | Ashanti                                         | Malik                            | Engels          |
| 1979 | Aakhri Kasam                                    | Kishan/ Badal                    |                 |
| 1979 | Yuvraj                                          | Samrat Surya Dev Singh           |                 |
| 1981 | Sangdil                                         |                                  |                 |
| 1981 | The Archer: Fugitive from the Empire            | Gar                              | Engels/ Duits   |
| 1982 | 40 Days of Musa Dagh                            | Gabriel Bagradian                | Engels          |
| 1982 | Man from Africa and Girl from India             | schilder                         | Engels/ Hindi   |
| 1982 | Eleanor, First Lady of the World                |                                  | Engels          |
| 1982 | Satan's Mistress                                | de geest                         | Engels          |
| 1983 | Octopussy                                       | Gobinda                          | Engels          |
| 1987 | Terminal Entry                                  | Commandant                       | Engels          |
| 1988 | Counterforce                                    | Koura                            | Engels/ Spaans  |
| 1988 | Khoon Bhari Maang                               | Sanjay Verma                     |                 |
| 1988 | The Beast of War                                | Akbar                            | Engels/ Pasjtoe |
| 1988 | Mera Shikar                                     | Ravi                             |                 |
| 1990 | Police Public                                   | Hoofd Inspecteur Shah Nawaz Khan |                 |
| 1990 | Haar Jeet                                       |                                  |                 |
| 1990 | Shera Shamshera                                 | Shanker                          |                 |
| 1991 | Kurbaan                                         | Inspecteur Suraj Singh           |                 |
| 1991 | Yeh Aag Kab Bujhegi                             |                                  |                 |
| 1991 | Beyond Justice                                  | Moulay Beni-Zair                 | Engels          |
| 1991 | Vishkanya                                       | boswachter Vikram Singh          |                 |
| 1992 | Dil Aashna Hai                                  | Digvijay Singh                   |                 |
| 1992 | Yalgaar                                         | Raj Pratap Singhal               |                 |
| 1992 | Daku Aur Police                                 |                                  |                 |
| 1992 | Lambu Dada                                      | Lambu Dada                       |                 |
| 1993 | Kshatriya                                       | Thakur Ganga Singh               |                 |
| 1993 | Yugandhar                                       | Col Kanir                        |                 |
| 1994 | Salaami                                         | Kapitein Rehmat Khan             |                 |
| 1994 | Red Eagle                                       | Kabir                            | Engels          |
| 1995 | Kismat                                          | Rajan                            |                 |
| 1995 | Aatank Hi Aatank                                | Inspecteur                       |                 |
| 1998 | Mashamal - Ritorno al Deserto                   | Tahar Id Bran                    | Italiaans       |
| 1999 | Kohram                                          | Brig. Bedi                       |                 |
| 2002 | Kranti                                          | Mahendra Pratap Rana             |                 |
| 2002 | Maine Dil Tujhko Diya                           | Mr. Varma                        |                 |
| 2002 | Anita & Me                                      | Yeti                             | Engels/ Hindi   |
| 2003 | Talaash: The Hunt Begins...                     | Chhote Pathan                    |                 |
| 2003 | The Hero: Love Story of a Spy                   | Mr. Zakaria                      |                 |
| 2004 | Rudraksh                                        | Ved Pujan                        |                 |
| 2004 | Andata+ritorno                                  | Tolstoj                          | Italiaans       |
| 2004 | Kismat                                          | Raj Mallya                       |                 |
| 2004 | Main Hoon Na                                    | Gen. Amarjeet Bakshi             |                 |
| 2005 | Bewafaa                                         | Anjali's vader                   |                 |
| 2005 | Taj Mahal: An Eternal Love Story                | Shah Jahan (oud)                 |                 |
| 2006 | Take 3 Girls                                    | Mo                               | Engels          |
| 2009 | Blue                                            | Kapitein Jagat Malhotra          |                 |
| 2010 | Kites                                           | Bob Grover                       |                 |
| 2010 | Dunno Y Na Jaane Kyun...                        |                                  |                 |
| 2011 | Yaara o Dildaara                                | Karam Singh Sandhu               |                 |
| 2011 | Miley - Naa Miley - Hum                         | Siddharth Mehra                  |                 |
| 2012 | Aravaan                                         | Koning                           | Tamil           |
| 2012 | Chakravyuh                                      | Mahanta                          |                 |
| 2015 | Bazodee                                         | Ram Panchouri                    | Engels          |
| 2015 | Dilwale                                         | Dev Malik                        |                 |
| 2015 | Anarkali                                        | Jaffer Imam                      |                 |
| 2016 | Mmirsa                                          |                                  |                 |
| 2016 | Teraa Surroor                                   | A A Khan                         |                 |
| 2016 | Mohenjo Daro                                    | Maham                            |                 |
| 2017 | Gautamiputra Satakarni                          | Nahapana                         | Telugu          |
| 2017 | The Broken Key                                  | Fahrid Al Kamar                  | Engels          |
| 2018 | Jaane Kyun De Yaaron                            | Shera                            |                 |
| 2018 | Saheb, Biwi Aur Gangster 3                      | Maharaja Hari Singh              |                 |
| 2023 | Shaakuntalam                                    | Kashyapa Maharishi               | Telugu          |
| 2025 | Hari Hara Veera Mallu                           | Shahjahan                        | Telugu          |

- Biblioteca Nacional de España: XX1222596
- Bibliothèque nationale de France: cb14154189r (data)
- Gemeinsame Normdatei: 139291563
- International Standard Name Identifier: 0000 0001 1071 7556
- Library of Congress Control Number: no2012094585
- Nationale bibliotheek van Australië: 40578340
- Nationale Bibliotheek van Israël: 987007457009205171
- Nationale Bibliotheek van Polen: a0000001754915
- Nederlandse Thesaurus van Auteursnamen: 265173655
- Istituto Centrale per il Catalogo Unico: RAVV253723
- SNAC: w6b87xz2
- Système universitaire de documentation: 168724707
- Trove: 1447992
- Virtual International Authority File: 76523770
- WorldCat: E39PBJB4hDr4XtH6dWwVDHMdcP